# Poletuška slovanská
Poletuška slovanská (Pteromys volans) je hlodavec z čeledi veverkovití (Sciuridae). Ač by se mohla zdát jako člen řádu letuch, není tomu tak, podobnost vznikla konvergencí. Svoje jméno získala díky svým osrstěným blánám, díky kterým může plachtit ze stromu na strom. Má dlouhý ocas, vzhledem mírně připomíná veverku. Poletuška slovanská má jako jeden z mála hlodavců téměř dokonalý systém přezimování: dutiny ve stromech od října naplňuje mechem a v době krutých mrazů žije v jedné dutině s několika jedinci a navzájem se zahřívají (při venkovní teplotě -16 °C bývá v dutině až 22 °C nad nulou). Živí se listy a pupeny a to i v zimě. Obývá Skandinávii, Sibiř a její častý výskyt je i na ostrově Hokkaidó.

## Další informace
Poletuška slovanská je také symbolem finského Národního parku Nuuksio.